# Cado

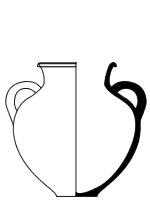
Sección del perfil de un cado.

El cado, cadus o kados (en griego antiguo: κάδος, en latín: cadus) es un vaso de la Antigua Grecia (entre un cubo y un cuenco), similar a la hidria y usado para almacenaje como las ánforas.
  
Los ejemplares para transporte y almacenamiento se describen como vasijas redondas y sin pie —con apariencia bulbosa—, de 20 a 30 centímetros y con una amplia abertura; disponían de una o dos asas en las que podía anudarse una cuerda para su manejo.   Un kados (plural kadoi), una jarra de cerámica grande y cóncava con una boca ancha y dos pequeñas asas verticales, era un recipiente para almacenar líquidos. Se ataba con una cuerda para su transporte. Una inscripción griega del siglo III a. C. grabada en una tablilla de bronce conmemora la compra de 40 cados llenos a un precio de 3 estateros por cado.
En la literatura clásica de la Antigua Roma, kados denomina un tipo de jarra de vino, y como metonimia de vino por los poetas de la época de Augusto.
En Roma, el cadus también era una unidad de medida para los vinos griegos, correspondiente a la metreta, es decir, aproximadamente 39,4 litros, mientras que la unidad de medida para los vinos romanos era el ánfora romana. También es probable que se usara para almacenar harina.